# Újpest-központ
Újpest-központ (pol. Újpest-centrum) – stacja metra budapeszteńskiego znajdująca się w ciągu niebieskiej linii podziemnej kolejki. Posiada dwa perony. Újpest-Központ to północny kraniec linii M3. Została oddana do użytku 14 grudnia 1990 roku. Ważny węzeł komunikacyjny północnego Budapesztu. Oprócz metra docierają tu autobusy linii: 25, 30, 30A, 104, 104A, 147, 170, 196, 196A, 204, 220, 230 i 270 (linia ekspresowa) oraz tramwaje linii 12 i 14. 
Z powodu złego stanu technicznego, 6 listopada 2017 zamknięto stację na czas remontu. Otwarcie przystanku po trwającej 15 miesięcy renowacji miało miejsce 30 marca 2019 roku, po otwarciu nazwa stacji została poddana drobnej korekcie językowej (zastąpienie dużego K małym w drugim członie nazwy).